# New Orleans Saints 1972
La stagione 1972 dei New Orleans Saints è stata la sesta della franchigia nella National Football League. La squadra terminò con 2 vittorie, 11 sconfitte e un pareggio, al quarto posto della propria division, mancando i playoff per il sesto anno consecutivo.

## Roster
| Roster dei New Orleans Saints nel 1972 |
| --- |
| Quarterback - 14 Edd Hargett - 8 Archie Manning Running Back - 38 Bill Butler - 35 Bob Gresham - 47 Virgil Robinson - 42 Jim Strong Wide Receiver - 46 Danny Abramowicz - 26 Margene Adkins - 41 Bob Newland - 86 Creston Whitaker Tight End - 83 Dave Parks Offensive Linemen - 51 John Didion C - 78 Glen Ray Hines T - 77 Carl Johnson G - 50 Jake Kupp - 76 Don Morrison T - 65 Remi Prudhomme - 66 Royce Smith G - 61 Del Williams G - 68 Wimpy Winther Defensive Linemen - 75 Mike Crangle - 89 Dave Long DT - 74 Doug Mooers - 87 Richard Neal DE - 72 Joe Owens DE - 82 Bob Pollard DT Linebacker - 54 Tom Roussel LLB - 59 Wayne Colman RLB - 58 Joe Federspiel MLB - 56 Willie Hall - 55 Tom Stincic Defensive Back - 29 Billie Hayes - 18 Hugo Hollas SS - 20 Delles Howell CB - 30 Ernie Jackson CB - 11 Bivian Lee - 37 Tom Myers FS - 23 Doug Wyatt Special Team - 15 Charlie Durkee K - 10 Julian Fagan P - 9 Happy Feller K - 7 Toni Linhart K                           |
| Legenda - I rookie sono in corsivo. - Il primo ruolo è il principale mentre gli eventuali successivi indicano i ruoli secondari. - (IR) sta per Injured Reserve ed indica la lista ristretta per un solo giocatore infortunato che può tornare ad allenarsi dopo la settimana 6 e a rientrare in prima squadra dopo che questa ha giocato 8 partite. - (NF-Inj.) / (NF-Ill.) stanno rispettivamente per Non-Football Injured e Non-Football Illness ed indicano le liste dove viene inserito un giocatore che ha un infortunio o una malattia non dipendente dal football americano. - (PUP) sta per Physically Unable to Perform ed indica la lista dove viene inserito un giocatore mentre è in attesa di recuperare la condizione fisica. Nella stagione regolare dopo la sesta partita giocata dalla propria squadra, il giocatore ha tempo tre settimane per riprendere ad allenarsi, più tre settimane aggiuntive dal suo rientro agli allenamenti per rientrare in prima squadra. |

## Calendario
| Stagione regolare |                        |           |
| Turno             | Avversario             | Risultato |
| 1                 | at Los Angeles Rams    | S 34–14   |
| 2                 | Kansas City Chiefs     | S 20–17   |
| 3                 | San Francisco 49ers    | S 37–2    |
| 4                 | at New York Giants     | S 45–21   |
| 5                 | Atlanta Falcons        | S 21–14   |
| 6                 | at San Francisco 49ers | P 20–20   |
| 7                 | Philadelphia Eagles    | V 21–3    |
| 8                 | at Minnesota Vikings   | S 37–6    |
| 9                 | at Atlanta Falcons     | S 36–20   |
| 10                | at Detroit Lions       | S 27–14   |
| 11                | Los Angeles Rams       | V 19–16   |
| 12                | at New York Jets       | S 18–17   |
| 13                | New England Patriots   | S 17–10   |
| 14                | Green Bay Packers      | S 30–20   |

## Classifiche
| NFC West            |   |    |   |      |       |       |     |     |     |
|                     | V | S  | P | %    | DIV   | CONF  | PF  | PS  | STR |
| San Francisco 49ers | 8 | 5  | 1 | .607 | 3–2–1 | 6–4–1 | 353 | 249 | V2  |
| Atlanta Falcons     | 7 | 7  | 0 | .500 | 3–3   | 5–5   | 269 | 274 | S2  |
| Los Angeles Rams    | 6 | 7  | 1 | .464 | 4–2   | 5–5–1 | 291 | 286 | S2  |
| New Orleans Saints  | 2 | 11 | 1 | .179 | 1–4–1 | 2–8–1 | 215 | 361 | S3  |